# Ферро, Пьетро
Пьетро Ферро (итал. Pietro Ferro; 29 июня 1903, Мессина — 2 июня 1960, Рим) — итальянский композитор и музыкальный педагог.
Учился в Палермской консерватории у Альберто Фавара, затем окончил неаполитанскую Консерваторию Сан-Пьетро-а-Майелла (1924) как скрипач. В 1928 г. со своей первой оперой «Лес любви» (итал. Foresta d'amore) выиграл национальный оперный конкурс, в жюри которого входили, в том числе, Пьетро Масканьи, Франко Альфано и Альфредо Казелла. Диплом композитора получил лишь в 1930 г. в Туринской консерватории. В том же году была впервые исполнена его основанная на средиземноморских мотивах Сельская сюита (итал. Suite agreste) для сопрано, флейты, английского рожка, кларнета, альта и арфы, во многом заложившая основное направление его композиторского творчества.
Участвовал в Неделях итальянской музыки в Берлине (1934, 1935), музыкальных фестивалях в Афинах (1937) и Варшаве (1939). На рубеже 1930—1940-х гг. писал музыку для нескольких хореографических проектов. В 1942 г. в Римской опере было поставлено наиболее известное сочинение Ферро — балет «Персефона». Композитору также принадлежит музыка к нескольким античным трагедиям и к двум кинофильмам режиссёра Пино Мерканти.
С 1933 г. Ферро возглавлял новосозданный музыкальный лицей в Пескаре, которому оказывал поддержку родившийся в этом городе Габриеле Д’Аннунцио. Благодаря этой поддержке лицей, бывший сперва частной инициативой группы музыкантов, был в 1940 г. национализирован, однако из-за Второй мировой войны вскоре закрылся. После этого Ферро вернулся в Палермо и в 1949—1955 гг. возглавлял Палермскую консерваторию, одновременно выступал как музыкальный критик. Последние годы его жизни прошли в Риме.